# ما بوی (مجموعه تلویزیونی)
ما بوی (کره‌ای: 마보이؛ انگلیسی: Ma Boy) یک مجموعه تلویزیونی کره جنوبی سال ۲۰۱۲ با بازی کیم سو-هیون و کیم سون وونگ است و اولین درام نوجوانانه بود که از تونیورس پخش شد. ما بوی توسط سی‌جی ئی‌اندام پیکچرز و پنتا ئی‌اندسی تولید شد. اواس‌تی این مینی‌سریال توسط گروه دخترانه چی چی ضبط شد. این مجموعه به صورت آنلاین در یوتیوب نیز پخش شد.

## بازیگران
بازیگران اصلی:
- کیم سو-هیون در نقش جانگ گو ریم
- کیم سون وونگ در نقش آیرین/هیون وو
- مین هو در نقش ته جون
- کیم ها یون در نقش جی سو
- کانگ هیون جونگ در نقش لی اوک مان
- پارک هی گون در نقش هون نام